# 板桥口镇
板桥口乡，是中华人民共和国四川省巴中市通江县下辖的一个乡镇级行政单位。

## 行政区划
板桥口乡下辖以下地区：
板桥口街道社区、白果坝村、白岩坪村、城子山村、大铜钱村、大盅岭村、高家梁村、黄村坪村、焦城寨村、金子坪村、石院子村、堰流溪村、野茶坝村、土主庙村、茶坝垭村、杜家湾村、檬子树村、秦家河村和沙里坪村。